# Bassolma Bazié
Bassolma Bazié, né le 31 décembre 1970 à Koukouldi, au Burkina Faso, est un homme politique burkinabè.
Il est ministre d'État, ministre de la Fonction publique, du Travail et de la Protection sociale du Burkina Faso entre 2022 et 2024

## Biographie

### Enfance & études
Bassolma Bazié naît à Koukouldi dans la province du Sanguié, région du Centre-Ouest, au Burkina Faso. Il y est scolarisé jusqu’à l’obtention du baccalauréat. À partir de 1995 il entame des études supérieures à l'Université de Ouagadougou, faculté de Chimie, Biochimie, Biologie et Géologie. Il y obtient en 1999 une licence et en 2001 une maitrise en géologie fondamentale appliquée. Par ailleurs il est également titulaire en 2007 d'un diplôme supérieur spécialisé en science environnementale, option technologie, en 2006, d'une maîtrise en psychologie sociale et du travail et en 2012 d'un master en management des relations du travail.

### Carrière professionnelle
Professeur des lycées et collèges, Bassolma Bazié a enseigné, dans les établissements suivants, la science de la vie et de la terre : lycée Diaba-Lompo (Fada N'Gourma), collège d'enseignement général de Kordié, lycée départemental de Tenado, lycée Marien-Ngouabi (Ouagadougou). En 2021, alors qu'il exerçait à Ouagadougou au lycée Phillipe-Zinda-Kaboré en tant que professeur certifié, Bazié donne sa démission,,.

### Parcours syndical
Bassolma Bazié débute sa lutte syndicale en 1997 au Club des étudiants géologues du Burkina. Il en est le secrétaire de 1999 à 2001. Il a été, de 2006 à 2013, le 2e secrétaire général confédéral de la Confédération générale des Travailleurs du Burkina. À ce titre, il a conduit plusieurs marches contre la vie chère au Burkina. Il a par ailleurs été désigné au poste de secrétaire général de la CGT-B à partir de 2013, où il s'est distingué par son engagement pour la bonne gouvernance et la défense des intérêts des travailleurs. Cette période est aussi marquée en 2015 par sa forte contribution à la résistance historique du peuple face au coup d'Etat du Général Gilbert Dienderé. Critique de la gouvernance de Roch Kaboré, il a plusieurs fois appelé à des manifestations publiques. Ayant été victime de nombreuses tracasseries de la part du régime MPP, il sera contraint à la démission de la fonction publique en 2021. Il quitte la tête de la centrale syndicale CGT-B cette même année. Les idées qu'il défend, promotion d'une gouvernance vertueuse, lutte contre l'impérialisme, font de lui une personnalité certes controversée mais extrêmement populaire.

### Carrière politique
En 2022, Bassolma Bazié est nommé ministre de la Fonction publique,, du Travail et de la Protection sociale au sein du gouvernement Ouédraogo, gouvernement de transition mis en place à la suite du coup d’État de Paul-Henri Sandaogo Damiba.
Il est reconduit au même poste dans le gouvernement Tambèla après le coup d’État d'Ibrahim Traoré.
En septembre 2023, Bassolma Bazié dénonce le Franc CFA à la tribune de l'ONU. Il dit que la France dispose d’un brevet du Franc CFA qu’elle loue aux pays d’Afrique de l’Ouest et du Centre ; en conséquence, les pays africains n'en sont pas propriétaires.
En décembre 2024, le gouvernement Tambèla est dissout et Bassolma Bazié est nommé président de la Commission nationale de la Confédération des États du Sahel.